# Střední Apeniny
Střední Apeniny (italsky Appennino centrale) tvoří střední část Apenin v Itálii. Rozkládají se ve střední části země a jsou nejvyšší částí Apenin. Nachází se zde nejvyšší hora Apenin Corno Grande (2 912 m) v masivu Gran Sasso.

## Geografie
Na severu jsou vymezeny pramennou oblastí řek Tevere a Metauro, respektive průsmykem Bocca Serriola (730 m) (hranice se Severními Apeninami). Na jihu horními toky řek Sangro a Volturno, respektive průsmykem Bocca di Forli (891 m) (hranice s Jižními Apeninami).

## Členění
- Umbrické Apeniny (Appennino umbro-marchigiano)
- Abruzské Apeniny (Appennino abruzzese)

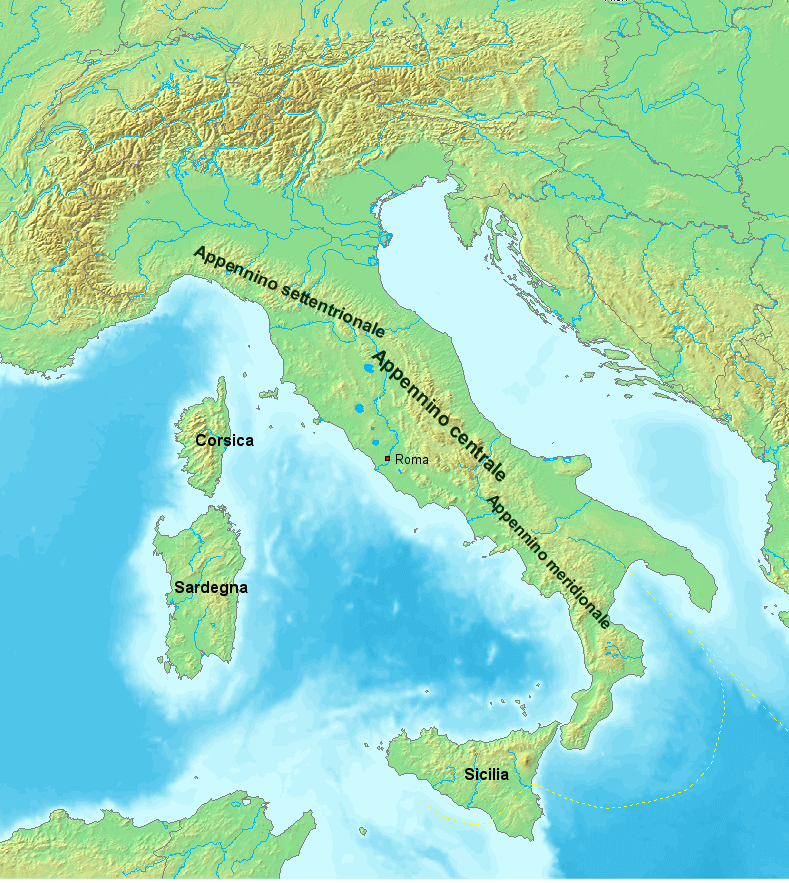
Severní, Střední a Jižní Apeniny

## Geologie
Dominantní horninou je vápenec. Pohoří netvoří souvislá pásma, ale vytváří spíše soubor samostatných horských masívů rozdělených pánvemi, kotlinami a náhorními plošinami. Nejvyšší vrcholy přesahují 2 000 m a místy i 2 500 m. Právě tyto části jsou tvořeny vápencem (z období triasu až miocénu). Vyskytují se zde proto charakteristické krasové jevy jako závrty, polje, propasti a jeskyně. Horská pásma se rozkládají rovnoběžně ze severozápadu na jihovýchod. Západní pásma jsou nižší a více rozčleněná. Nejvyšší vrcholy hor od 2 000 m jsou vymodelovány pleistocenními ledovci.